# Università di 'Ayn Shams
L'Università di ʿAyn Shams (in arabo جامعة عين شمس‎?, Jāmiʿat ʿAyn Shams) è un'università egiziana sita al Cairo. Fondata nel luglio del 1950, l'università consente di perfezionare studi di livello universitario ai diplomati, con lauree triennali e magistrali e con master post laurea.

## Storia

### Antecedenti
Cinquemila anni or sono, nella località di "O'n" (attuale ʿAyn Shams) si conducevano studi d'astronomia, ingegneria e medicina e il "Papiro Westcar" ricorda come il fondatore della Quinta Dinastia fosse stato rettore proprio di quel centro di studi. L'università di "O'n" fu al centro della volontà del Faraone Akhenaton di chiamare gli Egiziani al culto del disco solare (Aton), influenzato come egli fu dai preti di "O'n".

### Età contemporanea
L'Università di ʿAyn Shams è il terzo ateneo laico statale egiziano più antico - dopo l'Università del Cairo e quella di Alessandria d'Egitto - ed ebbe all'epoca della sua istituzione il nome di "Università d'Egitto Ibrāhīm Pascià".
Dopo il colpo di Stato dei Liberi Ufficiali del 23 luglio 1952, il suo nome fu cambiato, nell'intento di eliminare le tracce dell'età monarchica e il 21 febbraio 1954 essa ricevette la nuova denominazione di Università di Heliopolis, prima di prendere l'attuale nome arabo di ʿAyn Shams.
Nel 1950 vi erano solo otto Facoltà: Facoltà di Belle Arti, Facoltà di Giurisprudenza, Facoltà di Commercio, Facoltà di Scienze, Facoltà d'Ingegneria, Facoltà di Medicina, Facoltà di Agricoltura e Collegio Femminile. Nel 1969 la Facoltà di Istruzione, nota fin dal  1880 come College degli Insegnanti, divenne la nona Facoltà dell'università. Nel 1973 la Kulliyyat al-Alsun (plurale di lisān, "lingua"), vale a dire la "Facoltà di Lingue") divenne la decima Facoltà dell'ateneo. Tuttavia la storia di quest'ultima Facoltà risale indietro nel tempo, fino al 1835.
Nel 1994, fu emessa un'ordinanza per istituire due nuove Facoltà; la Facoltà di Farmacia e quella di Odontoiatria, e l'anno seguente fu realizzato il progetto. Sempre nel 1994 fu deciso di istituire una Facoltà d'Informatica e Scienze dell'Informazione, il cui progetto, parimenti fu varato l'anno dopo. L'ultima Facoltà a nascere è stata nel 1999 quella d'Istruzione Specifica. La Facoltà di Puericultura è nata invece nel 1980 e l'Istituto di Studi universitari per l'Infanzia è sorto nel 1981. La creazione dell'Istituto per lo Studio e le Ricerche sull'Ambiente risale al 1982. Oggi le strutture accademiche universitarie comprendono 14 Facoltà, 1 college e 2 istituti superiori più 12 Centri e Unità speciali.

## Lo stemma
Lo stemma dell'Università, l'obelisco e due falchi, stabiliscono una connessione tra il nome dell'Ateneo e la sua storia antica. L'obelisco si erge sulla "casa della città" (la città di "O'n"), mentre i due falchi sono il simbolo di Horus, divinità dell'antico Egitto.

## Facoltà, college e istituti
- Facoltà di Agricoltura.
- Facoltà di Belle Arti.
- Facoltà di Commercio.
- Facoltà di Computer e Scienze informatiche.
- Facoltà di Educazione.
- Facoltà di Ingegneria.
- Facoltà di Odontoiatria.
- Facoltà di Lingue (al-Alsun).
- Facoltà di Giurisprudenza.
- Facoltà di Medicina.
- Facoltà di Puericultura.
- Facoltà di Farmacia.
- Facoltà di Scienze.
- Facoltà di Educazione specifica.
- College delle Donne.
- Istituto di Studi e Ricerche sull'Ambiente.
- Istituti di Puericultura per postlaureati.

## Campus
Oggi l'Università di ʿAyn Shams ha otto campus, due dei quali si trovano di fronte all'altro, separati dalla strada principale, tutte situate nella cosiddetta Grande Cairo.

### Campus principale
Sito nel quartiere di ʿAbbāsiyya del Cairo: Amministrazione e direzione nel Palazzo Zaʿfarāna, Centro per lo Sviluppo delle Scienze dell'Educazione, Biblioteca centrale, Centro per l'Infanzia "Hood" e Città Universitaria (alloggiamento per studenti). Inoltre, Facoltà di Scienze informatiche, di Scienze, Giurisprudenza e Belle Arti.

## Dipartimento di Italianistica
Il Dipartimento d'Italianistica alla Facoltà di Lingue (''Kulliyyat al-Alsun'') è nato nell'anno accademico 1956/1957 al fine di preparare specializzati nella lingua italiana e nella traduzione per lavorare a livello nazionale ed internazionale. I primi professori nel Dipartimento erano italiani ed il primo direttore è stato Giorgio Orvieto fino al 1960 e dopo è stata Marisetta Milani Valerio. Infatti sono loro i primi professori del Dipartimento di Italianistica: Giorgio Orvieto, Marisetta Milani Valerio, Clelia Sarnelli Cerqua, più tardi Laura Prinzivalli, la moglie del Dottor Landone, il dott. Martignano Rincaglia e altri.

Gli egiziani che hanno assunto il ruolo di direttore del Dipartimento sono stati, rispettivamente all'ordine cronologico, prof. Nadia Mossallam, prof. Said El Bagury, prof. Suzanne Badie Iskandar, prof. Salama Mohamad Soliman, prof. Moheb Sa'd Ibrahim, prof. Sawsan Zen Alabidin, prof. Emad El Baghdady e prof. Rabie Mohamad Salama, attuale direttore del Dipartimento.
A giugno del 1960 si è laureato il primo gruppo di italianisti egiziani. Nel 1962 è stata nominata la prima assistente presso il Dipartimento dopodiché è stata in Italia per fare la ricerca di dottorato in letteratura italiana. Sono stati nominati anche i primi tre del gruppo laureatosi nel 1960 dopo il loro rientro in Egitto tornando da Torino. Dopodiché sono stati mandati con borse di studio i laureati più meritevoli a studiare a Roma, sia la letteratura italiana sia la linguistica con professori italiani di un certo livello in tali specializzazioni.
L'Università, grazie a tale Dipartimento, ha da numerosi anni in effettivo vigore una Convenzione di scambio di docenti con l'Università di Napoli "L'Orientale".